# Rivière Jolie Ouest
Pour les articles homonymes, voir Jolie.
La rivière Jolie Ouest est un affluent de la rive ouest de la rivière Jolie. La rivière Jolie Ouest traverse le territoire de agglomération de La Tuque, en Mauricie, au Québec, au Canada.
Ce cours d'eau fait partie du bassin versant de la rivière Saint-Maurice laquelle se déverse à Trois-Rivières sur la rive nord du fleuve Saint-Laurent.
L’activité économique du bassin versant de la rivière Jolie Ouest est la foresterie. Le cours de la rivière coule entièrement en zones forestières. La surface de la rivière est généralement gelée de la mi-décembre à la fin mars.

## Géographie
La rivière Jolie Ouest prend sa source à l’embouchure du lac Helena (longueur : 1,5 km ; altitude : 352 m), situé dans le territoire de la ville de La Tuque.
À partir de l’embouchure du lac Helena, la rivière Jolie Ouest coule sur 11,7 km, selon les segments suivants :
- 1,1 km vers le sud-est en ligne droit dans le canton de Rhéaume, traversant le lac Orignal (longueur : 0,8 km ; altitude : 349 m) sur sa pleine longueur jusqu’à son embouchure ;
- 1,6 km vers l’est, en traversant la partie nord du lac de l'ouest (altitude : 346 m) sur 0,2 km, jusqu’à la rive sud-ouest du lac Joli ;
- 2,1 km vers le nord-est en traversant le lac Joli (altitude : 300 m) sur sa pleine longueur, jusqu’à son embouchure. Note : Le lac Joli chevauche les cantons de Rhéaume et d’Ingall ;
- 4,0 km vers le nord-est, jusqu’à la rive ouest d’un petit lac (altitude : 290 m), correspondant à l’embouchure du lac ;
- 1,5 km vers le sud-est, en traversant le lac de la Chute (altitude : 290 m) sur 0,6 km, jusqu’à son embouchure, correspondant à la limite du canton de Cadieux ;
- 1,4 km vers le sud-est, jusqu’à confluence de la rivière[1].

La rivière Jolie Ouest se déverse dans la partie supérieure de Les Quatre Lacs lesquels sont traversés par la rivière Jolie. Cette confluence est située à :
- 16,4 km au nord-ouest de la centrale de Rapide-Blanc ;
- 5,6 km au nord-ouest du réservoir Blanc ;
- 15,0 km au nord-est du centre du village de Windigo ;
- 57,8 km au nord-ouest du centre-ville de La Tuque.

## Toponymie
Le toponyme Rivière Jolie Ouest a été officialisé le 5 décembre 1968 à la Commission de toponymie du Québec.